# Семёновщина (Новгородская область)
Семёновщина — деревня в Валдайском муниципальном районе Новгородской области, административный центр Семёновщинского сельского поселения.

## География
Деревня находится в юго-восточной части Новгородской области, вблизи от автодороги Р48 (Яжелбицы — Демянск — Старая Русса — Сольцы).
Расположена от находящихся неподалёку деревень: с запада — Яблонка, с юго-запада — Копейник.

## История
Деревня Семёновщина впервые упоминается в Писцовых книгах с 1495 года, но по сведениям старожилов, она возникла раньше — в 1434 году. К концу XIX века Семёновщина была крупным торговым селом с населением 534 человека, в котором в продолжение года проходило 4 ярмарки: 1 января, на Масленицу, после Пасхи и в первое воскресенье после Покрова, а также летний и зимний торжки и еженедельные базары в воскресенье.
Деревня была центром волости, в ней работали министерская школа, волостное правление, фельдшерский пункт, 5 мануфактурных лавок, хлебобакалейная лавка, 3 постоялых двора. В Семёновскую волость входили деревни Сухая Нива и пог. Бозуны с населением около 500 человек, Язвищи — 209 жителей, Бояры — 269 жителей и другие.
В 1878 году в Семёновщине была открыта школа. Из описания тех лет: «Школа помещается на втором этаже, окон 6, печь русская, помещение удобное. Учитель получает 330 рублей в год. Учащихся 62 мальчика, 7 девочек, большинство в возрасте 8-9 лет. Набраны ученики из 14 селений, школу посещают исправно. Ученье начиналось с 20 сентября, окончилось 20 апреля. Занимались в день по 5 часов и получали на дом урок. Курс от 3 до 5 лет».
По состоянию на 1 января 1908 года в Семеновщинской министерской школе обучалось 78 детей. Школа обслуживала следующие селения: Житно, Яблонка, Язвищи, Копейкино, Кобыльщина и Красивицы. В Семеновщинской женской приходской школе обучались 36 человек.
С 1927 года Семёновщина входила в Луженский (позже переименован в Лычковский район) Новгородского округа Ленинградской области (с 1944 года — Новгородская область).
В 1930-е годы в Семёновщине был образован колхоз «Трудовик». Существовали 4 полеводческих бригады, столярная мастерская «Заря» (делали столы, шкафы, сани, кадки, ведра, дровни и прочее). Позднее колхоз был преобразован в совхоз «Лычковский», по названию района, в который входила деревня. Также в Семёновщине работала артель «Крестецкая строчка», производившая скатерти, наволочки, блузки, покрывала. Первой заведующей артели была Екатерина Ивановна Филатова. В деревенской школе, в то время называвшейся Семёновская советская 1-й ступени, обучалось 63 мальчика и 45 девочек. Имелся земельный участок площадью в одну десятину.
В 1958 году в Семёновщине появилось электричество.
В 1962 году деревню включили в состав Демянского района, чуть позднее — в Валдайский. Но название совхоза «Лычковский» сохранилось до 1990-х годов. В 1970—1980-е годы совхоз «Лычковский» процветал, занимал площадь 16 194 га земли. В хозяйстве имелись 47 тракторов, 7 комбайнов, 20 автомашин и один автобус, все полевые работы, кроме подъёма льна, выполнялись машинами. По итогам работы в 1976 году совхозу было вручено переходящее знамя.

## Семёновщина сегодня
В Семёновщине действуют сельское отделение почтовой связи (индекс 175435), филиал Муниципального автономного общеобразовательного учреждения «Средняя школа № 4 с. Яжелбицы», филиал Муниципального автономного дошкольного образовательного учреждения детский сад № 14 «Берёзка» с. Яжелбицы, сельский дом культуры, филиал Муниципального бюджетного учреждения культуры «Межпоселенческая библиотека имени Б. С. Романова Валдайского муниципального района», есть церковь Троицы Живоначальной (недействующая, руины) и действующая часовня Симеона Богоприимца.

## Население
| 2010 |
| ---- |
| 208  |